# Франко Морети
Франко Морети (итал. Franco Moretti, Сондрио, 12. август 1950) италијански књижевни историчар и критичар.

## Биографија
Франко Морети дипломирао је савремену књижевност на Универзитету Сапијенца у Риму где је и докторирао. Радио је као истраживач на Универзитетима у Пескари и Риму (1972–1979). У периоду од 1977. до 1978. био је Фулбрајтов стипендиста на колеџу Окидентал у Лос Анђелесу. Започиње каријеру као професор енглеског језика на Универзитету у Салерну (1979–1983), а након тога предаје компаративну књижевност на Универзитету у Верони (1983–1990). Предавао је и на престижним Универзитетима Колумбија (1990–2000) и Станфорд (2000–2016), где је 2000. године основао Центар за изучавање романа (енгл. Center for the study of the Novel) и заједно са Метјуом Џокерсом Станфордску књижевну лабораторију (енгл. Stanford Literary Lab) 2010. године.
Био је гостујући професор на многим универзитетима широм Европе и Северне Америке попут Универзитета у Копенхагену, Торонту, Паризу, Берлину и Швајцарској. Држао је предавања на Принстону, Берклију и на Универзитету у Чикагу. Писао је велики број књижевних критика које су преведене на преко двадесет језика, а објавио је и две збирке есеја. Нарочито је славан по термину удаљено читање (енгл. distant reading) који је сковао у есеју Претпоставке о светској књижевнисти (енгл. Conjectures on World Literature, 2000).
Тренутно је професор емеритус на Универзитету Станфорд и члан Америчке академије за уметност и науке и савета Института за светску књижевност на Харварду. И даље је активан  у академској заједници и као гостујући професор предаје на многим универзитетима.
Брат му је познати режисер Нани Морети (итал. Nanni Moretti), добитник Златне палме. И сам Морети је глумио у неколико његових филмова.
Суочио се са неколико оптужби сексуалног узнемиравања, али никакав правни поступак није покренут против њега.

## Рад
Франку Моретију својствено је широко поље интересовања, те се његов рад може сматрати мултидисциплинарним. Највише је допринео пољу књижевне критике будући да се залагао за развијање и унапређење књижевне географије и дигиталне хуманистике. Такође је писао о томе како се појаве попут теорије светског система и Дарвинове еволуције могу повезати са књижевним делима. Увео је неколико нових концепата попут читања на даљину који за циљ има удаљавање од појединачног текста како би се сагледала шира слика. Овај приступ је директно супротан читању изблиза (енгл. close reading) који подразумева изучавање текста и свих потенцијалних интертекстуалних веза. 

### Историја буржоаске културе
Већи део свог научног истраживања посветио је европској буржоаској култури, анализирајући различите појаве и културне аспекте кроз романе из тог периода. Ово истраживање се састоји из трилогије коју чине Пут света. Билдунгсроман у европској култури (енгл. The Way of the World. The Bildungsroman in European Culture, 1987, друго допуњено издање 2000), затим Модерна епика. Светски систем од Гетеа до Гарасије Маркеса (енгл. Modern Epic. The World System from Goethe to Garcia Marquez, 1996) и Буржуазија. Између историје и књижевности (енгл. Тhe Bourgeois. Between History and Literature, 2013).

### Географија, роман и компаративна књижевност
Морети је радио и на књижевној географији што се и види из његовог дела Атлас европског романа 1800–1900 (енгл. The Atlas of the European Novel 1800-1900) у ком кроз географске и кватитативне методе истражује историју романа. Кроз есеј Концеп светске књижевности (енгл. The Concept of World Literature) из 2000. године формулише и нову теорију компаративне књижевности која се тиче анализе светског система Имануела Волерстина. Поред тога, изучава и књижевни дарвинизам 20. века и доприноси техником читања на даљину која подразумева анализу великике количине текстова користећи квантиативне методе попут рачунарске анализе.

### Дигитална хуманистика и читање на даљину
Свој допринос дигиталној хуманистици Морети највише пружа преко Станфордске књижевне лабораторије и писањем бројних радова и  есеја. У истраживањима примењује квантитативне методе дигиталне анализе текста попут  бројања фреквенције речи,  моделовања тема и издградње мреже карактера. Из ових метода ће се развити читање на даљину, а резултати истраживања су објављени у бројним књигама и радовима, а првенствено у манифесту Читање на даљину (енгл. Distance reading, 2013).

## Књиге и чланци (селективни одабир)
- Interpretazioni di Eliot. Roma: Savelli. 1975.
- The Way of the World: The Bildungsroman in European Culture. London: Verso. 1987.
- The Modern Epic: The World-System from Goethe to García Márquez. London, New York: Verso. 1996.[4]
- Atlas of the European novel, 1800–1900. London, New York: Verso. 1998.
- Distant Reading. London: Verso. 2013.
- The Bourgeois: Between History and Literature. Brooklyn, N.Y.: Verso. 2013.[3]
- Modern European Literature: A Geographical Sketch. New Left Review (206): 86. July 1994.
- Conjectures on World Literature. New Left Review (1): 54. January 2000.
- The novel: History and Theory. New Left Review (52): 111–124. July 2008.